# (37047) 2000 UU35
2000 UU35 (asteroide 37047) é um asteroide da cintura principal. Possui uma excentricidade de 0.03662030 e uma inclinação de 8.54971º.
Este asteroide foi descoberto no dia 24 de outubro de 2000 por LINEAR em Socorro.